# Baksa (Baranya)
Pour les articles homonymes, voir Baksa.
Baksa est un village et une commune du comitat de Baranya en Hongrie.